# Пет-Могили (Сливенська область)
Пет-Моги́ли (болг. Пет могили) — село в Сливенській області Болгарії. Входить до складу общини Нова Загора.

## Населення
За даними перепису населення 2011 року у селі проживали 603 особи.
Національний склад населення села:
| Національність   | Кількість осіб | Відсоток |
| ---------------- | -------------- | -------- |
| болгари          | 539            | 90,0 %   |
| цигани           | 58             | 9,7 %    |
| Всього відповіли | 599            |          |

Розподіл населення за віком у 2011 році:
Динаміка населення: